# Песчаное (Тернопольская область)
Песчаное (укр. Піщане) — село в Залозецкой поселковой общине Тернопольского района Тернопольской области Украины.
Код КОАТУУ — 6122688202. Население по переписи 2001 года составляло 243 человека.
До 2020 года входило в Зборовский район.

## Географическое положение
Село Песчаное находится на берегу реки Серет Правый в месте впадения в неё реки Вятына, выше по течению на расстоянии в 3 км расположено село Манаев, ниже по течению на расстоянии в 3,5 км расположено село Ратыщи.

## История
- 1785 год — дата основания как село Гнидава.
- В 1964 году переименовано в село Песчаное.

## Объекты социальной сферы
- Школа I ст.
- Клуб.
- Фельдшерско-акушерский пункт.